# プレポット
プレポット（伊: Prepotto）は、イタリア共和国フリウリ＝ヴェネツィア・ジュリア州ウーディネ県にある、人口約700人の基礎自治体（コムーネ）。

## 地理

### 位置・広がり

#### 隣接コムーネ
隣接するコムーネは以下の通り。括弧内のSLOはスロベニア領を、GOはゴリツィア県所属を示す。
- コッリオ (Collio) (SLO)
- カナーレ・ディゾンツォ (Canale d'Isonzo) (SLO)
- チヴィダーレ・デル・フリウーリ
- コルノ・ディ・ロザッツォ
- ドレーニャ・デル・コッリオ (GO)
- サン・レオナルド
- サン・ピエトロ・アル・ナティゾーネ
- ストレーニャ

### 気候分類・地震分類
プレポットにおけるイタリアの気候分類 (it) および度日は、zona E, 2578 GGである。
また、イタリアの地震リスク階級 (it) では、zona 2 (sismicità media) に分類される。

## 行政

### 分離集落
プレポットには、以下の分離集落（フラツィオーネ）がある。
- Albana, Craoretto, Novacuzzo, Poianis, Cialla, Brischis, Castelmonte, Cladrecis, Stregna di Prepotto, S.Pietro di Chiazzacco, Bucovizza, Fragelis, Bodigoi, Cras, Cosson, Prepotischis, Ponte Miscecco, Marcolino,  Cauz(disabitata), Podresca, Oborza,Molino Vecchio, Bordon, Ciubiz, Salamant, Potclanz, Codromaz, Berda, Covacevizza, Tercimonte